# 上横档岛
上橫檔是一個位於中華人民共和國廣東省虎門江心的小島，東為亞娘鞋、西為大角頭、南為下橫檔。因爲上橫檔正位於珠江水面中間，所以得名橫檔。清朝時歸東莞縣管轄，現今歸廣州市管轄。
清朝時，上橫檔上有上橫檔炮台，為東莞的虎門五炮台之一。其餘為下橫檔炮台、沙角礮臺、威遠礮臺以及大角炮台，位於其他島上。這些炮台守護珠江口，島上還有海關，船入省城，必先在此報關，方可通行。